# Агарышево
Агарышево — деревня в Красногородском районе Псковской области России. Входит в состав Пограничной волости.
Расположена на юге района, на берегу реки Синяя, в 25 км к югу от районного центра, посёлка Красногородск.

## Население
| 2001 | 2002 | 2010 |
| ---- | ---- | ---- |
| 58   | ↘36  | ↘23  |

## История
До 3 июня 2010 года деревня входила в состав ныне упразднённой Покровской волости.